# Breakfast on Pluto (film)
Cet article concerne le film de Neil Jordan. Pour la bande originale du film, voir Breakfast on Pluto.
Pour plus de détails, voir Fiche technique et Distribution.
Breakfast on Pluto est un film britanno-irlandais écrit, co-produit et réalisé par Neil Jordan, sorti en 2005. Il s'agit de l'adaptation du roman du même nom de Patrick McCabe publié en 1998.

## Synopsis
Enfant sensible, délicat, mais « illégitime », fruit efféminé de la passion inavouable du Père Liam McIver pour sa femme de ménage, sosie de l'actrice Mitzi Gaynor, Patrick Brady, alias « Kitten », quitte son Irlande natale à la mort de son ami Bobbi Golsborow, victime d'un attentat à la bombe, dans l'espoir de retrouver sa mère naturelle, rebaptisée « la dame fantôme », expatriée dans la ville qui ne dort jamais.
Menant pour cela une nouvelle vie dans le tourbillon du Londres des années 1970, il devient elle et se trouve embarqué comme l'égérie du chanteur d'un groupe de Glam rock « Billy Hatchet and the Mohawks », agissant clandestinement pour l'IRA.
Sans domicile, Kitten saisit bien malgré elle toutes les opportunités passant à sa portée, poussée à la prostitution, elle échappe de justesse à l'agression de son premier client, celui-ci s'avérant être un tueur en série (interprété par Bryan Ferry), grâce à l'utilisation d'un vaporisateur de parfum en aveuglant son bourreau d'une touche de No 5 de Chanel.
Couchant chaque mésaventure de sa quête dans son journal intime, elle devient tour à tour l'assistante et le jouet d'un magicien hypnotiseur (joué par un Stephen Rea faisant le clin d'œil à The Crying Game), gigolo, hôtesse travesti au Xanadu, peep show organisé en coopérative en plein cœur du quartier chaud.
Puis retrouve enfin la trace de sa génitrice, grâce à l'intervention de son père biologique.
Kitten réussira finalement à rencontrer anonymement sa vraie mère et son demi frère en se faisant passer pour une enquêtrice des télécoms, puis par se réconcilier avec son père, « adoptant » sa meilleure amie et son fils après que le géniteur de ce dernier, membre de l'IRA, fut abattu comme « balance » par ses anciens complices.
Le film se clôt par la pirouette irrévérencieuse de deux rouge-gorges apparus de manière récurrente au long du film, citant le poète Oscar Wilde : « J'adore parler de tout et de rien, car c'est bien la seule matière en laquelle j'ai de vagues compétences ».

## Fiche technique
Sauf indication contraire, les informations mentionnées dans cette section peuvent être confirmées par la base de données cinématographiques IMDb,  présente dans la section « Liens externes ».
- Titre original et français : Breakfast on Pluto
- Réalisation : Neil Jordan
- Scénario : Neil Jordan, d'après le roman Breakfast on Pluto de Patrick McCabe
- Musique : Anna Jordan
- Direction artistique : Stephen Daly, Michael Higgins, Andrew Munro et Denis Schnegg
- Décors : Tom Conroy
- Costumes : Eimer Ni Mhaoldomhnaigh
- Photographie : Declan Quinn
- Montage : Tony Lawson
- Production : Neil Jordan, Alan Moloney et Stephen Woolley
- Production déléguée : François Ivernel, Brendan McCarthy, Cameron McCracken et Mark Woods
- Sociétés de production : Pathé Pictures International ; Bórd Scannán na hÉireann, Parallel Film Productions et Number 9 Films (coproductions)
- Société de distribution : Pathé
- Pays de production :  Irlande,  Royaume-Uni
- Format : couleur - 1,85:1 - Dolby - 35 mm
- Genre : comédie dramatique
- Durée : 135 minutes (version originale) / 122 minutes (version française)
- Dates de sortie :
  - États-Unis : 3 septembre 2005 (avant-première au Festival du film de Telluride)
  - Irlande, Royaume-Uni : 13 janvier 2006
  - France : 1er mars 2006
  - Belgique : 15 mars 2006

## Distribution
- Cillian Murphy : Patrick « Kitten » Brady
- Liam Neeson (VF : Richard Darbois) : le Père Liam McIver
- Stephen Rea (VF : Patrick Donnay) : Bertie le magicien
- Brendan Gleeson : John Joe Kennedy
- Gavin Friday : Billy Hatchet
- Eva Birthistle : Eily Bergin
- Laurence Kinlan (VF : Philippe Allard) : Irwin
- Charlene McKenna : Caroline Braden
- Ruth Negga : Charlie
- Ruth McCabe : Ma Braden
- Bryan Ferry : M. Silky String
- Steven Waddington (VF : Lionel Bourguet) : l'inspecteur Routledge
- Ian Hart : l'agent de police Wallis
- Peter Halpin : Joseph Hanratty
- Liam Cunningham : le premier motard
- Version française
  - Société de doublage : NDE Production
  - Direction artistique : Antony Delclève
  - Adaptation des dialogues : Frédéric Alameunière

## Production

### Développement
Cillian Murphy interprète le personnage Patrick / Kitten Braden, une irlandaise transgenre à la recherche de sa mère. Dans le contexte kaléidoscopique des années 1970, du glam rock, des quartiers chauds et des violences de l'IRA, il passe d'adolescent androgyne à bombe sexuelle drag queen. Il avait auditionné pour le rôle en 2001 et bien que Neil Jordan le voulait pour le rôle, le réalisateur de The Crying Game hésitait à reparler des questions transgenres et de l'IRA. L'acteur fait pression sur le réalisateur pendant plusieurs années pour tourner le film avant qu'il ne soit trop vieux pour le rôle en 2004, il se prépare pour le rôle en rencontrant un travesti avec qui il se travestit et se rend dans des clubs. Le rôle exige une épilation des sourcils, de la poitrine et des jambes. Roger Ebert note la façon dont l'acteur joue le personnage avec une « voix perplexe et pleine d'espoir »,.

### Tournage
Le tournage a lieu au Royaume-Uni et en Irlande, en septembre 2004[réf. nécessaire].

### Musique
La musique du film est composée par Anna Jordan. La bande originale Breakfast on Pluto, comprenant de différents artistes, est sortie en 2005, au Royaume-Uni et en Irlande, et en 2006, en France.

## Accueil

### Festival et sorties
Ce film est sélectionné et présenté, en avant-première, le 3 septembre 2005, au Festival du film de Telluride, aux États-Unis. Il sort le 13 janvier 2006 en Irlande eu au Royaume-Uni.

### Critiques
Alors que même les critiques tièdes de Breakfast on Pluto font l'éloge de la performance de Cillian Murphy, quelques critiques divergent : The Village Voice trouve le film « peu convaincant » et trop mignon.

## Distinctions

### Nominations
- Satellite Awards 2005 : meilleur acteur pour Cillian Murphy
- Golden Globe 2006 : meilleur acteur pour Cillian Murphy